# Ratari
Ratari (srbsky Ратари) jsou vesnice ve střední části Srbska, ze správního hlediska spadající pod opštinu Obrenovac a hlavní město Bělehrad. Leží západně od Obrenovace, v blízkosti silnice č. 26, která spojuje města Obrenovac a Šabac.
V roce 2011 zde žilo 596 obyvatel. Z národnostního hlediska jsou z 98 procent srbské národnosti. Počet obyvatel vesnice v posledních sedmdesáti letech stagnuje a příliš se nemění, po roce 2000 vykazoval vzestupnou tendenci.
Ve vesnici stojí vodojem a silo na obilí. Okolní krajina je zcela rovná, bez jediného vyvýšení a zemědělsky intenzivně využívaná.